# Mennen
Mennen est une marque de déodorants et de produits de rasage appartenant à Colgate-Palmolive. Les produits Mennen vendus en France et en Belgique sont fabriqués sous licence par LaSCAD, filiale de l'Oréal, et par Colgate dans de très nombreux pays du monde.

## Histoire
The Mennen Company est créée aux Etats-Unis en 1878 par Gerhard Heinrich Mennen, à Newark, dans le New Jersey.
Mennen a lancé les produits Speed Stick et Teen Spirit. 
La famille Mennen revend l'entreprise à Colgate-Palmolive en 1992.

## Gammes et produits
La gamme de produits Mennen est principalement constituée de déodorants. En France, elle est complétée par des produits de rasage